# Muscolo adduttore dell'alluce
Il muscolo adduttore dell'alluce (in latino Adductor obliquus hallucis) è un muscolo del piede bicipite che flette e adduce l'alluce. 
È formato da due capi:
- Il capo obliquo, più largo, origina dall'osso cuboide, dal 3° osso cuneiforme e dalle ossa metatarsali 2°, 3° e 4°. Si inserisce, assieme al fascio laterale del flessore breve dell'alluce, alla base laterale della prima falange.
- Capo trasverso. Il capo trasverso origina dalle articolazioni metatarso-falangee del 3°, 4° e 5° dito. Si inserisce lateralmente alla base della prima falange.